# Kartell
A kartell konkurens (versenytárs) vállalatok írásbeli vagy szóbeli megállapodása az egymás közti verseny korlátozására. Célja, hogy a részt vevő cégek magasabb árakat és profitot érhessenek el, miközben nem jár társadalmi előnyökkel. Jellemzően az árak meghatározásán, a piac  felosztásán (ki melyik vevőt szolgálja ki, ki melyik tendert nyeri), az egyes cégek által értékesített mennyiségek meghatározásán keresztül korlátozza a versenyt.
A kartelleket ma a versenyjog a legtöbb országban tiltja, ezért jellemzően titkosan működnek. A versenyjogi tilalom bevezetése előtt trösztök, kartellek számos országban, ágazatban léteztek, és ma is nyíltan működik például a számos olajexportáló országot tömörítő OPEC kőolajkartell.

## Hagyományos szóhasználat
Régebben valamennyi, vállalatok közötti versenykorlátozó megállapodást kartellmegállapodásnak neveztek, így beszéltek például vertikális kartellről is, amikor a termelési lánc különböző szintjein elhelyezkedő (például termelő és kereskedő) kötött egymással megállapodást. Ezzel a tág fogalomhasználattal olyan megállapodásokat is kartellnek neveztek, amelyek nemcsak a versenyt korlátozzák, de egyúttal a jólétet is növelik (például olyan vállalati együttműködés, ami ösztönzi a kutatás-fejlesztést - előfordulhat, hogy ha több autógyártó közösen fejleszt egy új típust, akkor ugyan kevesebb különböző autó közül lehet választani, de közösen esetleg jobb autót tudnak alkotni).
Ma, az angolszász szóhasználatnak megfelelően egyre inkább csak a versenytársak közötti (horizontális) és kifejezetten a verseny korlátozására (a piac felosztására, árrögzítésre) irányuló megállapodásokat nevezik kartellnek. A korábbi, általánosan értelmezett kartell fogalomtól való világos elkülönítésre néha "kőkemény" (hardcore) kartellként említik.

## Közgazdaságtani háttér
A kartell a közgazdaságtan szerint olyan szervezet, mely kettő vagy több, többnyire hasonló piacon tevékenykedő vállalat kartellmegállapodásából jön létre. Célja, hogy az általa tömörített versenytársak együttesen monopóliumként tudjanak működni, piaci erőre téve szert, és az árat közösen a versenyár szintjéről a monopolár szintjére emelve. A vállalatok megállapodhatnak közösen szabott ár alkalmazásában, a piac egymás közötti felosztásában, a termelt mennyiség nagyságában. Ha a kartellrésztvevők betartják a megállapodást, nem kínálnak egymás alá, akkor a versenyzőnél magasabb profitot érnek el, közösen akár a monopólium által elért profitra is szert tehetnek. [forrás?]
Ugyanakkor az egyes kartelltagok ösztönözve vannak arra, hogy míg a többi kartelltag visszafogja értékesítését, addig ők 'csaljanak', és kicsit több terméket vigyenek piacra. Emiatt a játékelmélet fogolydilemma modelljével leírható helyzet miatt a kartellek instabilak, akkor maradhatnak fent, ha a kartelltagok ellenőrizni tudják, hogy a többiek betartják-e a megállapodást. Ezt az instabilitást, a kartelltagok egymás közti bizalmatlanságát használják ki a versenyhatóságok, amikor engedékenységi politikájukkal a kartellező cégeket ugyan jelentős bírsággal sújtják, ám a kartellről elsőként színt valló céget bírságelengedéssel jutalmazzák.

## Szankciók
- A Polgári törvénykönyv a jogszabályba ütköző szerződéseket, így a kartellszerződéseket a semmisség jogkövetkezményével sújtja.
- A versenyhivatalok - Magyarországon a Gazdasági Versenyhivatal, illetve az Európai Bizottság Verseny Főigazgatósága - a kartellekkel szemben hivatalból fellépnek, a kartellező cégekkel szemben - az érintett cég előző évi nettó árbevételének 10%-ig terjedő - bírságot vethetnek ki.

- A közbeszerzési törvény 57. § (1) bekezdés b) pontja szerint a versenyeztetési eljárás során elkövetett versenyjogsértéssel öt évnél nem régebben jogerősen bírsággal marasztalt vállalkozás az ajánlati felhívásban kizárható az ajánlattevők illetve a 10% feletti alvállalkozók közül.

- A Büntető törvénykönyv 420 §-a szerint a közbeszerzési kartellért felelős vállalati tisztviselő öt évig terjedő szabadságvesztéssel sújtható.

- A kartellben részt vevő cégekkel szemben a kartell által megkárosított cégek, fogyasztók a bíróságon kártérítési pert indíthatnak.

## Engedékenységi politika
Az ún. engedékenységi politika lényege annak a kilátásba helyezése, hogy amennyiben egy érintett részletes beismerő vallomást tesz, mentesülhet a kartellért járó szankciók (bírság, börtönbüntetés, közbeszerzésből való kizárás) alól. A beismeréssel mindenképpen meg kell előznie kartelltársait a vallomással.
A fogolydilemma mutatja, hogy a fenti lehetőség nem tartható fenn hosszú időn át.